# Salt and Fire
Salt and fire è un film del 2016 diretto da Werner Herzog.
Il film, thriller con un cast internazionale, è basato sul racconto Aral di Tom Bissel. È stato presentato in concorso al festival del cinema di Shanghai.

## Trama
In seguito a un presunto disastro ecologico in America meridionale, l'ONU ha inviato una delegazione scientifica in Bolivia per studiare delle rare formazioni geologiche. Non appena atterrano, gli scienziati vengono rapiti dagli uomini di Matt Riley, un misterioso uomo d'affari, e abbandonati nel deserto del sale insieme a due ragazzi senza vista. La professoressa Laura Somerfeld, a capo della squadra, scopre che quelle persone sono diventate cieche a causa delle circostanze ambientali. Nel frattempo il vulcano Uturuncu sta per eruttare...